# Costume de la Spreewald
 (août 2022).
Si vous disposez d'ouvrages ou d'articles de référence ou si vous connaissez des sites web de qualité traitant du thème abordé ici, merci de compléter l'article en donnant les références utiles à sa vérifiabilité et en les liant à la section « Notes et références ».

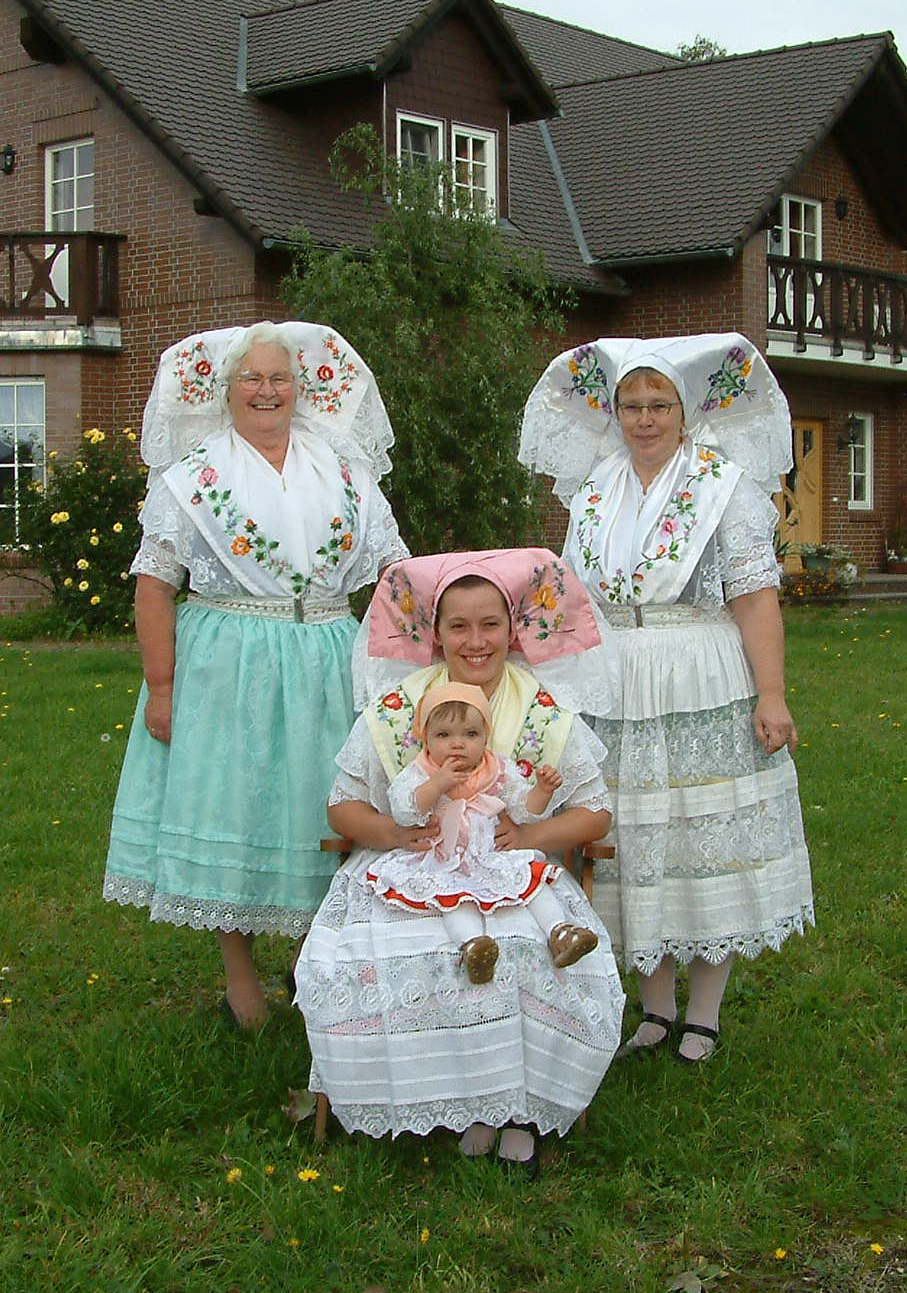
Quatre générations de femmes sorabes en costume du village de Raddusch

Le costume de la Spreewald (Spreewaldtracht) est une variante du costume traditionnel sorabe qui était porté dans la région de la Spreewald en Lusace, région historique de l'actuel Brandebourg (Allemagne). Il n'est plus porté aujourd'hui que pour les grandes fêtes religieuses ou pour des manifestations folkloriques.

## Usage
Ce costume est plutôt appelé dans la région Wendische Tracht (costume wende), comme l'habitude est de nommer ainsi les descendants des Slaves occidentaux habitant en Basse-Lusace qui s'exprimaient ou s'expriment encore en sorabe (en plus de l'allemand aujourd'hui). Chaque paroisse et chaque village portaient une variante de ce costume, l'apogée de ce mouvement de différenciation se situant, comme en Bretagne, à la fin du XIXe siècle, comme manifestation identitaire, face à la montée de l'urbanisation dissolvant les particularités. Le costume pouvait ainsi indiquer de quel village et de quel groupe familial appartenait la jeune fille ou la femme qui le portait.
Le musée de Dissen à Dissen-Striesow conserve une grande collection de ces costumes traditionnels de quinze variantes.

## Description

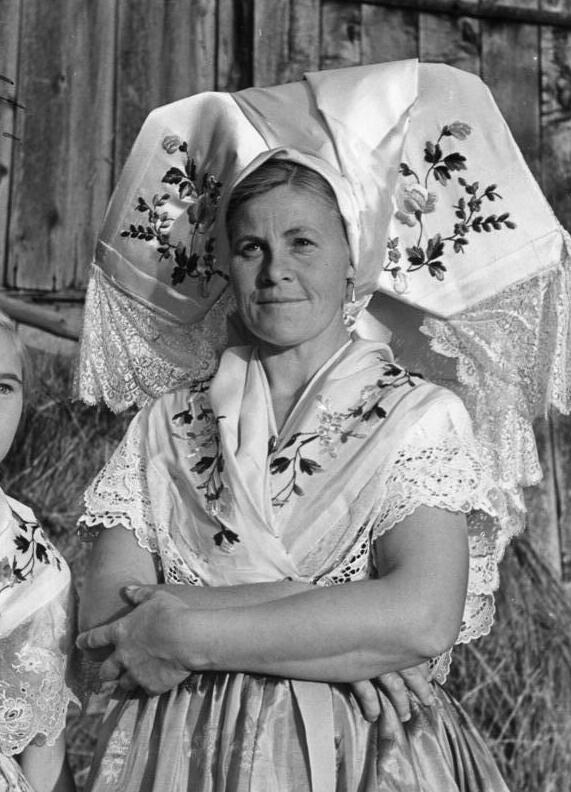
Fermière de la Spreewald en 1948

Le costume était différent selon le village, mais également selon qu'il était porté en semaine ou le dimanche et jours de fête, ou porté à l'église habituellement (alors surtout en noir et blanc). Pour les travaux de la ferme, il était surtout en étoffe de couleur bleue.
- La coiffe (Haube) consiste en un fichu aux coins amidonnés s'évasant de chaque côté de la tête tenus par une structure de baguettes, orné de dentelles, le rabas du fichu tombant sur les épaules.
- La jupe est en velours épais à grands plis doublée de lin et serrée par un large ruban, ou en soie pour les grandes occasions de la belle saison.
- Elle est recouverte par un tablier de dentelles brodées ou bien travaillé au crochet.
- Le buste est recouvert d'une veste de velours et d'un fichu amidonné plié sur la poitrine de même façon que la coiffe. Une blouse de dentelles est portée en dessous.
- Les rubans avec de grands nœuds derrière sont différents suivant le lieu et plusieurs jupons complètent le costume.

## Source
- (de) Cet article est partiellement ou en totalité issu de l’article de Wikipédia en allemand intitulé « Spreewaldtracht » (voir la liste des auteurs).